# Jules Henri Barrois
Jules Henri Barrois est un zoologiste français né en 1852 et mort en 1943.
Il dirige le laboratoire de biologie marine de Villefranche-sur-Mer au début des années 1880. Il est le frère du géologue et paléontologue Charles Barrois (1851-1939) et tous deux sont anciens élèves de Alfred Giard à la faculté des sciences de Lille.

## Liste partielle des publications
- « Mémoire sur l'embryologie de quelques Éponges de la Manche », Ann. Sci. Nat., 1876, (6) 3 : 1-84 pls 12-16